# Pekkie in Hollywood
Pekkie in Hollywood is het 230ste stripverhaal van Jommeke. De reeks wordt getekend door striptekenaar Jef Nys.

## Personages
In dit verhaal spelen de volgende personages mee:
- Jommeke, Flip , Filiberke, Pekkie, Annemieke, Rozemieke, Marie, Teofiel, Professor Gobelijn.

## Verhaal
Jommeke, Filiberke, Flip en Pekkie maken op een dag een gezonde boswandeling. Plots worden ze opgeschrikt door angstig hondengeblaf. Bij een filmopname is een beroemde filmsterhond gewond geraakt. De regisseur panikeert tot hij merkt dat Pekkie sprekend op hun witte poedel lijkt. Pekkie valt in en wordt een wereldster. De witte poedel geneest. Maar het beestje is niet meer gewenst in de studio. Zijn baas zint op wraak en ontvoert Pekkie. Filiberke is een hartstilstand nabij.

## Achtergronden bij het verhaal
- Bij aankoop van dit verhaal, kreeg je gratis een unieke tekening van Filiberke erbij.